# Dęblin
Dęblin is een stad in het Poolse woiwodschap Lublin, gelegen in de powiat Rycki. De oppervlakte bedraagt 38,51 km², het inwonertal 18.710 (2005).
In 1914 vond hier de Slag bij Iwangorod plaats.
Nabij Dęblin ligt een basis van de Luchtmacht van de Poolse Republiek.

## Verkeer en vervoer
- Station Dęblin